# چشمان کاملا بسته
چشمان کاملاً بسته یا چشمان بازِ بسته (به انگلیسی: Eyes Wide Shut) فیلمی به کارگردانی استنلی کوبریک محصول سال ۱۹۹۹ است. فیلم پس از مرگ کوبریک در سال ۱۹۹۹ اکران عمومی شد. چشمان بازِ بسته قبل از نمایش عمومی در آمریکا به دلیل صحنه‌های عریان در فیلم با سانسور مواجه شد.

## داستان
دکتر ویلیام (بیل) هارفورد (تام کروز)، که به همراه همسرش، آلیس (نیکول کیدمن)، به مهمانی یکی از سرشناسان نیویورک - ویکتور زیگلر (سیدنی پولاک) - رفته‌است، توسط صاحبخانه به طبقهٔ بالا خوانده می‌شود تا زن جوانی به نام مَندی را که در مصرف مواد مخدر زیاده‌روی کرده و در حال معاشقه با زیگلر بیهوش شده‌است، معاینه کند. آلیس، در غیاب بیل، با مهمان دیگری سرگرم گفتگو می‌شود. در انتهای شب در خانه، بحثی در مورد روابط جنسی زن و مرد و حسادت بین آن‌ها درمی‌گیرد و آلیس پیش شوهرش اعتراف می‌کند که در یک شب به عشق‌بازی با یک افسر نیروی دریایی فکر کرده‌است. بین زن و شوهر بحث درمی‌گیرد و مرد برای انجام یک فوریت شغلی از خانه بیرون می‌آید. سپس، پریشان از حرف‌های آلیس، در شهر راه می‌افتد و به شکلی می‌خواهد با خیانت کردن، از حسی که آلیس نسبت به آن ملوان داشته‌است انتقام بگیرد.
بیل با آدم‌های مختلفی برخورد می‌کند و یکی از دوستان قدیمی‌اش به نام نیک، که در یک کافه پیانو می‌زند، دربارهٔ یک میهمانی مخفی بالماسکه برایش تعریف‌هایی می‌کند. برای رفتن به این میهمانی، حاضران باید گذرواژه را بدانند. نیک این کلمه را به بیل می‌گوید. بیل برای رفتن به این میهمانی بالماسکه به لباسی مخصوص و ماسک نیازمند است. این لباس را به سختی تهیه می‌کند و به میهمانی می‌رود. در آنجا با صحنه‌های آیینی و ارجی اسرارآمیزی روبه‌رو می‌شود. در این بین، زنی نزد بیل می‌آید و او را ترغیب به رفتن می‌کند، ولی بیل می‌ماند و گرفتار می‌شود. یکی از مسئولان مهمانی کلمهٔ عبور دوم را از وی سؤال می‌کند که او آن را نمی‌داند. مرد به او می‌گوید که باید مجازات شود و از او می‌خواهد که ماسکش را بردارد و او به‌ناچار ماسکش را برمی‌دارد که پس از آن با دستور رئیس تشکیلات مبنی بر اینکه باید لباس‌هایش را نیز از تن خارج کند روبرو می‌شود؛ اما در این بین، زنی اعلام می‌کند که حاضر است تاوان کار بیل را بدهد و به‌جای او مجازات شود؛ بنابراین، دکتر هارفورد از مجازات رهایی می‌یابد و به خانه می‌رود.
فردا صبح، بیل به دنبال دوست پیانیستش، نیک، به هتل می‌رود و متوجه می‌شود که او در نیمه‌شب هتل را در حالی که صورتش زخمی بوده و دو نفر او را همراهی می‌کردند، ترک کرده‌است. سپس به همان خانهٔ مهمانی می‌رود و در آنجا با نامه‌ای تهدیدآمیز مواجه می‌شود که از او می‌خواهد از تحقیق دست بردارد. همان شب، بیل اطلاع می‌یابد که مَندی — مانکن جوانی که در مهمانیِ ابتدای فیلم معاینه‌اش کرده بود — به دلیل زیاده‌روی در مصرف مواد مخدر، مرده‌است و پی می‌برد که آن زن همان نجات‌دهنده‌اش است. به سردخانه می‌رود و جسد او را می‌بیند تا او را از روی بدنش بشناسد. سپس دوست سرشناسش، زیگلر، او را به خانه‌اش دعوت می‌کند و به او می‌گوید که تمام ماجرا را می‌داند. او ادعا می‌کند تمام تهدید برای ترساندن وی بوده‌است. زیگلر، که در مهمانی بوده، به او می‌گوید که مَندی همان دختر مهمانی است ولی به خاطر مصرف بیش از حد مواد مخدر جان باخته‌است و توطئه و قتلی در میان نیست. ویلیام به خانه بازمی‌گردد و می‌فهمد که آلیس ماسکی را که او در مهمانی به چهره داشته، یافته‌است و از آشکار شدن مخفی‌کاری و حس گناه می‌گرید. آلیس از خواب بیدار می‌شود. سپس بیل تمام ماجرا را برای آلیس نقل می‌کند و به هنگام صبح به همراه دختر کوچکشان برای خرید کریسمس به فروشگاه می‌روند.

## بازیگران
- تام کروز (دکتر ویلیام «بیل» هارفورد)
- نیکول کیدمن (آلیس هارفورد)
- سیدنی پولاک (ویکتور زیگلر)
- ماری ریچاردسون (ماریون ناتانسون)
- تاد فیلد
- توماس گیبسون
- راده شربه‌جیا
- الن کامینگ
- برایان دبلیو کوک
- لیان ویتالی.

## فیلمبرداری
علی‌رغم اینکه داستان فیلم در نیویورک اتفاق می‌افتد، بیشتر فیلمبرداری در انگلیس صورت گرفته‌است. اکثر صحنه‌های خیابانی فیلم در دهکده گرینویچ، در حقیقت در استودیوی پاینوود بازآفرینی شده‌اند. استنلی کوبریک در میانهٔ مونتاژ و راف کات برای تحویل به استودیو درگذشت.

## نمادها
رمز عبور فیدلیو، عنوان تنها اپرای لودویگ ون بتهوون است. در این اپرا، فیدلیو زنی است که برای نجات دادن معشوقش، خود را به عنوان یک مرد جا می‌زند.

## رکورد
این فیلم در کتاب رکوردهای گینس با رکورد طولانی‌ترین فیلمبرداری ثابت فیلم، در چهارصد روز به ثبت رسیده‌است.

## یادداشت
1. ↑  Pinewood